# کانی هلوچه
کانی هلوچه، روستایی از توابع بخش نمشیر شهرستان بانه در استان کردستان ایران است؛ که مرکزی بسیار خوش آب و هوا است و جای بسیار عالی برای تفریح است این روستای سرسبز دارای کوهای در دور و بر خود می‌باشد که جذابیت بالای را به نمای روستای کانی هلوژه داده‌است شما عزیزان از کانی سور مسافت کمی را برای رسیدن به کانی هلوژه طی می‌کنید دارای مردمانی مهربان و مهمان نواز با لباس‌های محلی کوردی که اصالت خود را شیوهٔ بسیار عالی حفظ کرده‌اند برخی از افرادی که در این روستای خوش آب و هوا وجود دارند مشغول به کار کشاورزی هستند و در طول سالیان محصول‌های زیادی را تهیه می‌کنند و برخی دیگر از آنان در شهر بانه مشغول به کار هستند صمیمیت بالای در بین مردم کانی هلوژه وجود دارد که برای همدیگر بسیار ارزش قائل هستند این منطقه قدیمی است و دارای مکان‌های تاریخی می‌باشد . من به عنوان یکی از افراد روستای کانی هلوژه به شما عزیزان پیشنهاد می‌کنم که به این مکان بی نظیر حتماً سفر کنید و از طبیعیت عالی آن حتماً نهایت لذت را ببرید. ضمنا این روستای سرسبز سالیان متمادی است که تحت حاکمیت حاکم منصف "اسماعیل خدری زاده" می باشد.همچنین نکته‌ی جالب  این روستا این است که با توجه به جمعیت کمی که دارد دارای دو دکتر به نامهای دکتر رحمان خدری زاده و دکتر رحمان خدری می باشد که جفتشان متخصص میباشند. در تاریخ ۲۸ خرداد ۱۴۰۰ حاکمیت حاکم منصف این روستا به مدت چهار سال تمدید گردید و مردم روستا میتوانند از انصاف این حاکم محبوب به مدت چهار سال دیگر استفاده کنند.

## جمعیت
این روستا در دهستان کانی سور قرار دارد و براساس سرشماری مرکز آمار ایران در سال ۱۳۸۵، جمعیت آن ۲۳۸ نفر (۳۶خانوار) بوده‌است.